# Xã Rich, Quận Cass, Bắc Dakota
Xã Rich (tiếng Anh: Rich Township) là một xã thuộc quận Cass, tiểu bang Bắc Dakota, Hoa Kỳ. Năm 2010, dân số của xã này là 64 người.